# Albert Zambrano
Albert Zambrano (n. San Cristóbal, Venezuela; 1 de octubre de 1995) es un futbolista venezolano. Juega de delantero y su equipo actual es Caracas Fútbol Club de la Primera División de Venezuela.

## Trayectoria
Inició su carrera en el Deportivo Táchira Fútbol Club en el año 2012, ahí debutó en la Primera División de Venezuela bajo la dirección técnica de Laureano Jaimes, exactamente el 25 de noviembre de 2012 en la victoria 2–1 ante Portuguesa Fútbol Club, entró al cambio al minuto 67 por Wilker Ángel.
Estuvo algunas temporadas con el Deportivo Táchira, en la temporada 2014-15 fue cedido a préstamo al Llaneros de Guanare donde jugó en total 11 partidos, volvió del préstamo al Táchira y permaneció seis meses hasta finales de 2015.
En enero de 2016 llega al Zulia Fútbol Club en condición de libre, con el club consiguió su mayores logros deportivos, marcó su primer gol en la máxima categoría venezolana el 10 de julio de 2016 ante el Mineros de Guayana, convirtió el único gol a los 56 minutos en el empate 1–1. Al final de ese año fue campeón de la Copa Venezuela, el primer título en su carrera.
En Zulia permaneció durante cuatro temporadas hasta finales de 2019, llegó a jugar 128 partidos en dos torneos disputados y marcó 15 goles en total, fue titular y pieza clave en el equipo principal. También en 2016 fue subcampeón de la Primera División y en 2018 repitió el título de la Copa Venezuela, además a nivel de torneo internacionales ha jugado la Copa Libertadores y Sudamericana, su debut a nivel Conmebol fue el 7 de marzo de 2017 en el partido de la fase de grupos de la Copa Libertadores 2017 ante Chapecoense de Brasil.
En enero de 2020, Zambrano firmó con Orense de Machala en Ecuador, siendo esta su primera experiencia internacional. Hizo su debut el 1 de marzo contra el Club Sport Emelec en el Estadio 9 de Mayo, el resultado final fue empate  2–2 en la fecha 1 de la LigaPro Banco Pichincha.

## Clubes
| Club                | País      | Año         | PJ  | Goles |
| ------------------- | --------- | ----------- | --- | ----- |
| Deportivo Táchira   | Venezuela | 2012 - 2014 | 6   | 0     |
| Llaneros de Guanare | Venezuela | 2014 - 2015 | 11  | 0     |
| Deportivo Táchira   | Venezuela | 2015        | 3   | 0     |
| Zulia F. C.         | Venezuela | 2016 - 2019 | 132 | 15    |
| Orense S. C.        | Ecuador   | 2020        | 2   | 0     |
| Monagas S. C.       | Venezuela | 2021        | 25  | 5     |
| Caracas F. C.       | Venezuela | 2022 - act. | 0   | 0     |

## Participaciones internacionales
| Torneo                 | Club        | Resultado        |
| ---------------------- | ----------- | ---------------- |
| Copa Libertadores 2017 | Zulia F. C. | Fase de grupos   |
| Copa Sudamericana 2019 | Zulia F. C. | Cuartos de final |

## Estadísticas
- Actualizado al 30 de abril de 2020.[14][15]

### Clubes
| Deportivo Táchira · Venezuela |               |               |     |    |    |    |    |     |     |       |       |
| 1.ª | 2012-13       | 1             | 0   | 0  | 0  | -- | -- | 1   | 0   | 0.00  |       |
| 1.ª | 2013-14       | 5             | 0   | 0  | 0  | -- | -- | 5   | 0   | 0.00  |       |
| 1.ª | 2015          | 3             | 0   | 0  | 0  | -- | -- | 3   | 0   | 0.00  |       |
| Total club | Total club    | 9             | 0   | 0  | 0  | -- | -- | 9   | 0   | 0.00  |       |
| Llaneros de Guanare · Venezuela |               |               |     |    |    |    |    |     |     |       |       |
| 1.ª | 2014-15       | 11            | 0   | 0  | 0  | -- | -- | 11  | 0   | 0.00  |       |
| Total club | Total club    | 11            | 0   | 0  | 0  | -- | -- | 11  | 0   | 0.00  |       |
| Zulia F. C. · Venezuela |               |               |     |    |    |    |    |     |     |       |       |
| 1.ª | 2016          | 16            | 2   | 6  | 1  | -- | -- | 22  | 3   | 0.136 |       |
| 1.ª | 2017          | 28            | 4   | 4  | 0  | 4  | 0  | 36  | 4   | 0.111 |       |
| 1.ª | 2018          | 31            | 2   | 4  | 1  | -- | -- | 35  | 3   | 0.086 |       |
| 1.ª | 2019          | 32            | 5   | 0  | 0  | 7  | 0  | 39  | 5   | 0.128 |       |
| Total club | Total club    | 107           | 13  | 14 | 2  | 11 | 0  | 132 | 15  | 0.114 |       |
| Orense · Ecuador |               |               |     |    |    |    |    |     |     |       |       |
| 1.ª | 2020          | 2             | 0   | 0  | 0  | -- | -- | 2   | 0   | 0.00  |       |
| Total club | Total club    | 2             | 0   | 0  | 0  | -- | -- | 2   | 0   | 0.00  |       |
| Total carrera | Total carrera | Total carrera | 129 | 13 | 14 | 2  | 11 | 0   | 154 | 15    | 0.097 |
| (1) Incluye datos de Copa Venezuela y Copa Ecuador. (2) Incluye datos de Copa Libertadores y Copa Sudamericana. (3) No incluye goles en partidos amistosos. |               |               |     |    |    |    |    |     |     |       |       |

## Palmarés

### Campeonatos nacionales
| Título                       | Club        | País      | Año  |
| ---------------------------- | ----------- | --------- | ---- |
| Campeón de la Copa Venezuela | Zulia F. C. | Venezuela | 2016 |
| Campeón de la Copa Venezuela | Zulia F. C. | Venezuela | 2018 |